# Кировский район (Саратов)
Кировский район — один из шести районов города Саратов.

## Описание
Район образован в 1936 году, занимает площадь в 33 квадратных километра. Граничит с Волжским, Ленинским и Фрунзенским районами города. В Кировском районе проживает 132,1 тысяч человек (на 1 января 2015 года). Здесь расположены железнодорожный вокзал Саратов-1, реконструированный в 1970-е годы, международный аэропорт (не функционирует с 2019 года), автовокзал. Oт железнодорожного вокзала начинается главная магистраль областного центра — Московская улица, пересекающая Кировский район как осевая улица.

Памятник Кирову С.М. в Саратове

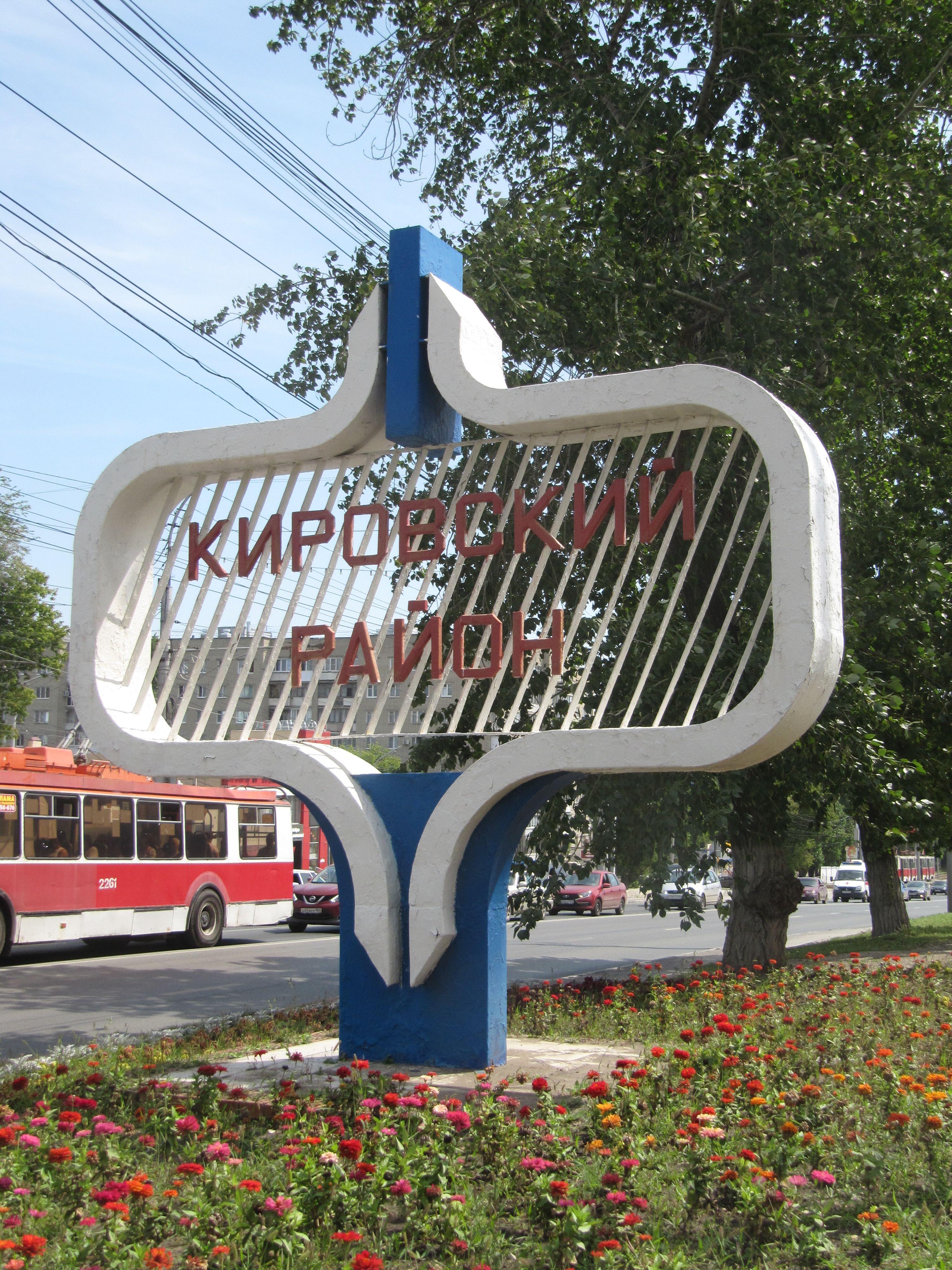
Кировский район

## История
Фонд Кировского райисполкома, хранящийся в Центре документации новейшей истории Саратовской области, открывается сметой на капитальный ремонт здания райсовета по улице Ленинской (ныне Московская), 93, утверждённой 10 октября 1936 года. Акт о ремонте подписан 10 января 1937 года первым председателем Кировского райсовета В. Ф. Винокуровым.
К середине 1930-x годов Саратов был разделён на три крупных административных района: Волжский, Октябрьский и Фрунзенский. После их разукрупнения, проведённого по указанию ЦК ВКП(б), организовали два новых района — Сталинский и Кировский. Их территория и название были утверждены на заседании бюро Саратовского крайкома партии 13 июня 1936 года. В его решении записано, что «район, составляющийся из части Фрунзенского и части Волжского — есть Кировский район».
Для решения всех практических вопросов, связанных с организацией новых районов, 22 августа 1936 года создано Оргбюро при Горкоме партии. Итоги его работы по организации двух новых районных советов в Сталинском и Кировском районах рассмотрены и утверждены на заседании бюро Саратовского Горкома партии 1 сентября 1936 года. Как самостоятельный административный район Саратова — Кировский функционирует с сентября 1936 года. Особенность его развития во многом зависела от места положения в центральной части города, в нём было сосредоточено большое число учебных и научных заведений, организаций общегородского значения: трамвайный парк, трест городских электросетей, железнодорожный вокзал, почта, телеграф, колхозный базар и другие.
В развитии экономики района в предвоенные годы большое значение принадлежало промышленным предприятиям. Это волжский чугунолитейный завод, металлозавод № 1, электромеханический завод МПС, постоянно проводивших техническую реконструкцию, благодаря чему к концу пятилетки была значительно повышена их мощность по производству промышленных изделий.
Подобная тенденция к концу тридцатых годов имела место и на предприятиях лёгкой промышленности: на фабриках «Вышивка», им. Ворошилова, им. Крупской, тарном комбинате, маслозаводе № 1.
К началу войны число промышленных предприятий стало возрастать. Здесь началось строительство двух новых заводов союзного значения. Это заводы № 306 и № 336. Завод № 306 впоследствии стал Саратовским электроагрегатным объединением (СЭПО), который наряду с военной продукцией выпускал холодильники «Capaтов», а завод № 336 — по ремонту танков, стал именоваться «Танталом». С образованием в 1945 году Ленинского района эти два предприятия вошли в его состав.
На 5-й партийной конференции Кировского района (февраль 1940 года) отмечалось, что «строительство этих заводов значительно поднимет экономическую роль нашего района и превратит его в промышленный район». На их строительство в 1940 году было выделено 85 млн рублей.
В 1939 году в Кировском районе был введён в эксплуатацию новый хлебзавод № 3. В 1940 году — станкостроительный завод.
Серьёзную роль в улучшении обстановки в народном хозяйстве в 1930-е и последующие годы сыграло стахановское движение. Последователи Алексея Стаханова трудились во многих регионах, в том числе и в Кировском районе. К началу 1940 года более половины местных рабочих считались стахановцами, то есть людьми, которые успешно перевыполняли сменные нормы. В их рядах были слесари А. С. Борисенко и Я. Е. Толоконников (электрозавод), токарь К. А. Соколов (металлозавод № 1), фрезеровщик Л. В. Богович (электромеханический завод), бригадир маслобойного цеха А. М. Меляков (маслозавод № 1); бригадир ремонтно-монтажной бригады ТГЭС В. Ф. Соломатин и другие. Все они перевыполняли производственные задания на 20-350 %.
Не отставали от стахановцев-мужчин и женщины-стахановки. Лучшими тогда являлись рабочая Е. В. Назарова (металлозавод № 1), рабочая В. В. Лямина (ликероводочный завод), бригадир Д. Б. Желнова (маслозавод № 2) и другие. Всего на предприятиях района трудилось 1198 женщин-стахановок.
Многие передовики фабрик и заводов в последние предвоенные годы являлись инициаторами движения многостаночников, совмещения профессий, становились рационализаторами. С трибуны 5-й районной партконференции много говорилось о таких новаторах, как Логинов — строгальщик Волжского чугунолитейного завода, который на 2-х станках выполнял дневную норму на 300 %; Трофимова, Борисова и Ямпольская — работницы маслозавода № 1, обслуживающие по два агрегата и выполнявшие норму на 200 %; Соловьёв — шлифовщик металлозавода № 1, работавший одновременно на шлифовальном и фрезерном станках, выполняя при этом производственную норму на 230—240 % и др.
На развитие экономики района, как в целом города и области, большое влияние оказывала деятельность коллективов железнодорожной станции Саратов-1 и железнодорожного вокзала. Они улучшали также и показатели Рязано-Уральской железной дороги. Так, в 1934 г. её среднесуточная погрузка составляла 1132 вагона, а в 1936 г. — 1625. За 1934—1936 годы среднесуточный пробег паровоза возрос с 159,5 до 208,8 км, а среднесуточный пробег грузового вагона — с 98 до 112 километров. Железнодорожники станции Саратов-1, находясь на передовых рубежах по своевременному обслуживанию подвижного состава Рязано-Уральской железной дороги, добились заметного снижения времени оборота грузового вагона с 4,3 суток в 1934 г. до 3,4 в 1936 г. В 1937 г. этот показатель был доведён до 2,4 суток. При этом техническая скорость грузовых поездов возросла с 20,2 до 26 километров в час. Общий же объём отправленных грузов по железной дороге возрос с 3229 до 4394 тыс. тонн. В достижение этих производственных показателей существенный вклад внесли передовики станции Саратов-1: Кузнецов, Санин, Дьячкин, которые получили премию Наркома за безаварийную качественную работу.
Однако не все резервы железнодорожники использовали в тот период. На 3-й районной партконференции Кировского района (май 1938 г.) отмечалось, что несмотря на имеющиеся успехи в работе коллектива станции Саратов-1, план по отправке поездов за январь 1938 г. был выполнен лишь на 85 %, за февраль на 91,1 % и апрель — 89 %. Не были преодолены эти недостатки и в последующие годы. На 5-й районной партконференции (февраль 1940 г.) вновь отмечалось, что за 1939 г. имелось 132 случая задержки поездов.
1930-е годы — время начала деятельности Саратовского аэропорта, расположенного на территории Кировского района. На его базе развёртывалась работа местной авиации. Её общий производственный налёт в 1936 г. составлял 3096 часов, в том числе на местных авиалиниях — 2504. Протяжённость воздушных линий местного значения определялась в то время в 1312 километров.

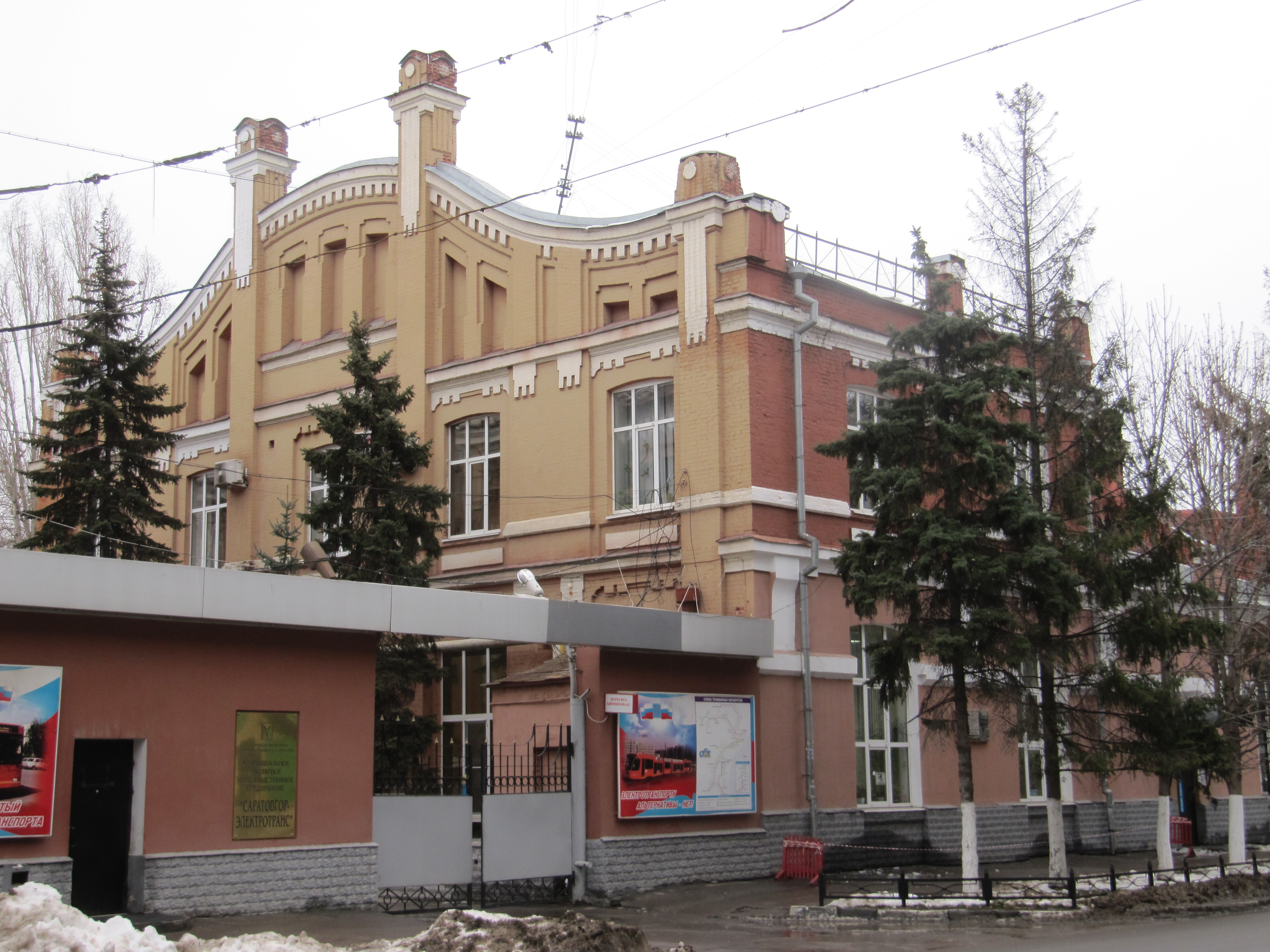
Саратовгорэлектротранс

К середине 1938 г. в Кировском районе проживало 120 тыс. населения. Многое в их производственной и культурно-бытовой жизни зависело от работы городского трамвайного парка, расположенного на этой территории. Не случайно отчёты о деятельности коллектива постоянно заслушивались в местных партийных и советских органах. Например, Кировский РК ВКП(б), обсудив на бюро 17 февраля 1937 г. доклад директора трампарка Васильева «О работе трамвайного парка в 1936 году», отметил в работе предприятия положительные сдвиги. В 1936 г. выполнен план перевозок на 110,3 %, несколько увеличился коэффициент использования подвижного состава вагонов — до 88,5 %, против 84,5 % в 1935 г., снижена себестоимость перевозок вагоно-километра с 78,1 копейки в 1935 г. до 73,1 в 1936 году. Вместе с тем, бюро райкома вынуждено было признать, что «наряду с некоторым улучшением основных производственных показателей трампарка директор тов. Васильев и секретарь парткома тов. Захаров допускали в своей работе массовое администрирование в отношении к работникам трампарка, наложив за год только по одному цеху движения 77 рабочим различного рода взыскания. Создали массовую текучесть рабочей силы». За 1936 г принято рабочих 838 человек, уволено 833, что равнялось 52,5 % ко всему составу рабочих трампарка. По этому показателю руководители трампарка и в последующие годы находились на «передовых» позициях. Так, за 1939 год ими было принято 1666 человек, а уволено 1748.
Неоднозначной оставалась к концу 1930-х годов и общая оценка материально-технической базы трампарка. К середине 1938 года сеть трамвайных путей в городе возросла до 103 км, но из них 67,8 км были построены ещё в 1908—1910 гг. и имели большой механический износ. Подвижной состав трампарка насчитывал 195 вагонов. За 1928—1936 годы они были существенно обновлены.
Первые автомобили, появившиеся в Саратовской губернии, были произведены за рубежом. И не удивительно. В первом десятилетии XX века российского автомобилестроения практически не существовало. Пассажиров в Саратов перевозили трамваи и конки, грузы — гужевой транспорт.
Точкой отсчёта в истории создания автомобильной отрасли можно считать создание в 1918 году автосекции при губнархозе. Она и дала начало автотранспортной отрасли Саратовского края.
В 1922—1923 годах происходит реорганизация системы управления местным транспортом. При губисполкоме создаётся транспортно-дорожный отдел, а 17 марта 1925 года в Саратове по решению губисполкома образуется акционерное общество «Автогужтрест».
По существу автомобилизация земли Саратовской активно началась в тридцатые годы. С увеличением мощности автопарка резко возрос и грузооборот.
С 1932 года по 1952 год «Автогужтрестом», позднее реорганизованным в Облавтоуправление, руководил И. И. Кузьмин. В то время заметно увеличился автомобильный парк, возросла эффективность его использования.
В годы Великой Отечественной войны автомобилисты были в первых рядах защитников Отечества. Особенно велика их роль при разгроме немцев под Сталинградом. Ратный подвиг многих из них был отмечен правительственными наградами, а 4 мая 1975 года на четвёртом километре трассы Волгоград—Саратов на средства водителей был сооружён обелиск Славы, увековечивший память о погибших воинах-автомобилистах.
Большой вклад внесли автотранспортники и в послевоенные года в восстановление народного хозяйства.
Пополнение автохозяйств новыми автомашинами позволило увеличить к 1967 году число международных линий до 150. Пассажирские маршруты общей протяжённостью в 14 тысяч километров соединили между собой 400 населённых пунктов.
С 1952 года по 1960 год Облавтоуправление возглавлял А. И. Шалаев. С 1960 года по 1967 год — М. К. Шестаков. Каждый из них внёс определённый вклад в развитие саратовского автотранспорта. Под их руководством коллектив саратовских автотранспортников окреп, вырос и овладел новыми подходами к решению ответственных задач с использованием новейших научно-технических достижений.
В декабре 1967 года Приволжское территориальное транспортное управление, в структуру которого вошло Облавтоуправление, возглавил Арсений Алексеевич Кокушкин. Он руководил автомобильным транспортом общего пользования более четверти века. Этот период стал особым в жизни саратовских работников автомобильного транспорта.
В 1970—1980-е годы автомобильные предприятия, как никогда, интенсивно строились, развивали свою производственную базу и социальную сферу, совершенствовали систему централизованных перевозок.
На автотрассах работало свыше двух тысяч автопоездов. Повсеместно были внедрены бригадная форма организации труда, агрегатная система ремонта автомобилей, посты диагностики. Если общий объём перевезённых грузов в 1950 году составил 600 тысяч тонн, то в 1975 году достиг 50 миллионов.
В достигнутом особая роль принадлежит новой централизованной организации перевозок грузов с использованием вычислительной техники. Этот метод позволил сократить количество автомобилей и увеличить пропускную способность элеватора на зернозаготовках в 1975 году в 1,3-1,5 раза за счёт равномерного поступления автомобилей по часовым графикам.
В 1977 году автоматизированная система централизованного управления транспортно-заготовительными работами действовала уже в 16 районах области.
Из летописи района:

1940 год, декабрь. На базе хозрасчетных мастерских создан Саратовский станкостроительный завод.
год, лето-осень. В наш город перебазируется Московский завод точной электромеханики, которому были предоставлены помещения сельскохозяйственного института (сам институт переведен в центр города, где находится и поныне). Сейчас это производственное объединение «Корпус».
1941 год, июль. Из города Витебска прибыл эшелон с оборудованием и семьями рабочих, инженерно-технических работников и служащих станкостроительного завода им. Коминтерна и политехникума. Прибывшее оборудование «прямо с колес» монтировалось в цехах Саратовского станкостроительного завода. В октябре завод приступил к массовому выпуску снарядов.
1941 год. В ночь с 15 на 16 июля в Саратов прибыл эшелон с оборудованием одного из эвакуированных московских заводов для будущего завода электроагрегатного машиностроения. Затем к нему же были добавлены заводы, эвакуированные из Ленинграда, Полтавы, Ржева, и уже 1 августа вновь созданный оборонный завод вступил в строй и начал снабжать фронт своей продукцией.
1945 год, 16 сентября. Завод электроагрегатного машиностроения награждён орденом Красной Звезды.
1949 год Геофизический трест разведал 12 перспективных площадей на газ и нефть.
1961 год. Продукция станкостроительного завода поставляется на экспорт в страны Восточной Европы и Китай.
1971 год. ПО «Корпус» награждён орденом Трудового Красного Знамени.
1971 год, январь. За успешное освоение новой гаммы виутришлифовальных станков Главный комитет ВДНХ СССР наградил станкостроительный завод дипломом первой степени.
1978 год. На станкостроительном заводе впервые в мире создан алмазно-эрозионный станок для шлифования отверстий в деталях из твердых и магнитных сплавов.
22 июня 1941 г. фашистская Германия напала на Советский Союз. Несмотря на выходной день многие рабочие и служащие, студенты Кировского района собрались на своиx предприятиях и учреждениях, учебных заведениях. На многолюдных митингах звучало возмущение, вызванное гитлеровской агрессией, выражалась готовность сделать все необходимое для достижения полной победы.
Типичным в этом плане было выступление сварщика станкостроительного завода Суркова, который перед трудовым коллективом заявил о решении идти на фронт добровольцем. «Я недавно демобилизовался из армии, — сказал Сурков, — хотел заняться мирным трудом. Но фашисты посмели нарушить наш мирный труд. Враг должен и будет беспощадно разгромлен. С готовностью иду я на смертный бой с фашистскими бандитами. Буду биться до последней капли крови, буду защищать родную землю».
Остававшиеся в тылу принимали на себя дополнительные трудовые обязательства — работать за себя и товарищей, взявших в руки оружие. Уже на второй день войны слесарь-сборщик Хохлов выработал две с половиной нормы. Слесарь Чернобровкин, фрезеровщик Алексеев также перевыполнили дневные задания на 250 %. Их товарищ по работе, Исаев, достиг выработки в 300 %.
В ответ на агрессию фашистской Германии Президиум Верховного Совета СССР объявил всеобщую мобилизацию. 23 июня возле военного комиссариата выстроились длинные очереди призывников. К 5 июля в районе было мобилизовано 562 средних и старших командира, 568 младших командира, 1832 рядовых.
В числе первых заявление о добровольном вступлении в армию написали первый секретарь Кировского райкома ВЛКСМ Николай Серов и его заместитель Николай Кузьмин. «Всю свою кровь, — писали они, — каплю за каплей, отдадим защите своего социалистическою отечества».
Ушли на фронт и такие «мирные» люди, как ректор СГУ Д И. Лучинин, декан исторического факультета В. С Зевин, доценты Л. Л. Колычев, М. Н. Амброжий, С И. Сорокин, И. Ф. Лобанов и многие другие.
В первые дни войны на имя главного хирурга Красной Армии академика Бурденко поступила телеграмма от директора факультетской хирургической клиники Саратовского медицинского института, заслуженного деятеля науки, профессора Сергея Романовича Миротворцева: "Прошу использовать меня, имеющего большой хирургический и организаторский опыт трех войн, на фронте или в тылу по Вашему усмотрению. Через несколько дней он получил ответ из генштаба Красной Армии: «Ваша просьба, достойная патриотов нашей Родины, Генштабом Красной Армии удовлетворена. Немедленно направляйтесь в распоряжение начальника эвакогоспиталя 45 Бернштейна».
В целом по району только до 5 июля 1941 года в военный комиссариат поступило 1336 заявлений о желании добровольно поступить в ряды Красной Армии. 512 заявлений написали женщины и девушки. Немало ярких страниц в летопись Великой Отечественной войны вписали воины, прибывшие на фронт из Кировского района. Все их невозможно описать даже кратко. Ограничимся лишь несколькими примерами, свидетельствующими о моральном духе, самопожертвовании наших земляков.
Г. Д. Никонова — бывшая лаборантка института зернового хозяйства. Эта совсем «не военная» женщина стала на фронте не только умелой телефонисткой, но и отважной разведчицей. О. Гладырева, закончив досрочно мединститут, в 1941 г. добровольно ушла на фронт. Её сослуживец майор Трынков рассказывал о молодом враче: "Ольга Филипповна всю свою энергию отдавала делу спасения раненых бойцов и офицеров. По несколько часов, забыв о сне и отдыхе, она не отходила от операционного стола. Заботливая, ласковая и талантливая, она стала известна не только в своем полку, но и далеко за его пределами. Правительство наградило её орденом Красной Звезды и медалью «За боевые заслуга». Несколько раз предлагали Ольге Филипповне перейти на работу в госпиталь, но она наотрез отказывалась. «Здесь, на передовой линии огня, я нужнее. От своевременного оказания медицинской помощи зависит жизнь раненого воина», — говорила она. В жаркий июньский день Ольга Филипповна работала в своей caнитарной палатке. Как стая черных стервятников, налетели вражеские самолеты. Фашистские летчики видели, что здесь санитарная часть, и все-таки стали сбрасывать бомбы. В это время к палатке привезли тяжело раненного пулеметчика. Прежде чем отнести его в укрытие, нужно было оказать срочную медицинскую помощь. Приказав всем уйти в укрытие, врач Гладырева принялась за работу. Бомбы рвались вблизи санитарной палатки, но Ольга Филипповна спокойно выполняла свой врачебный долг. Операция закончена. Молодому пулеметчику спасена жизнь. Вдруг около палатки раздался взрыв. Ольга Филипповна своим телом прикрыла ранененого. Второй раз она спасла его от смерти, но сама погибла. О. Ф. Гладырева посмертно награждена орденом Отечественной войны I степени.
Подобным образом проявили себя на фронте тысячи офицеров, солдат, врачей, санитаров, проживавших, работавших или «прошедших школу» Кировского района. Hи щадя своей жизни, все они думали об одном, о скорейшем разгроме врага, о том, что ещё можно и нужно сделать для этой великой цели.
С начала войны промышленный потенциал Кировского района резко возрос.
Сюда были эвакуированы ряд крупных предприятий: заводы 167, 306, трест № 6 — наркомата авиационной промышленности; заводы 311, 348, 4 — наркомата боеприпасов; 702, литер «С», ВАТ — наркомата резиновой и каучуковой промышленности; 205 — наркомата морского флота и т. д. Примерно в 5 раз выросло количество оборонных заводов, появились новые отрасли промышленности.
В соответствии с постановлениями Государственного Комитета обороны (ГКО) все работавшие на территории района предприятия подчиняли свою практическую деятельность обслуживанию нужд армии. Завод 348, изготовлявший до войны металлическую посуду, начал выпускать продукцию для фронта. Завод 167 от выпуска производства мебели перешел на выпуск авиационных деталей. Оборонную продукцию освоили заводы 311, электротехнический HKПC, маслозаводы № 1 и № 2 и др. Уже в 1941 году промышленность района освоила 14 новых видов оборонной продукции. Все предприятия легкой и местной промышленности, артели промысловой кооперации переводились на изготовление военного снаряжения и обмундирования.

## Население
| 1959     | 1970     | 1979     | 1989     | 2002     | 2009     | 2010     |
| -------- | -------- | -------- | -------- | -------- | -------- | -------- |
| 125 517  | ↗134 575 | ↗149 755 | ↗155 830 | ↘138 804 | ↘135 537 | ↘128 825 |
| 2012     | 2013     | 2014     | 2015     | 2016     | 2017     | 2018     |
| ↘128 584 | ↗129 858 | ↗131 421 | ↗132 143 | ↗132 227 | ↗132 620 | ↘132 304 |
| 2019     | 2020     | 2021     |          |          |          |          |
| ↗133 486 | ↗133 684 | ↗149 952 |          |          |          |          |

## Образование
В районе расположено несколько ВУЗов и научных учреждений, в частности, Саратовский государственный университет имени Н. Г. Чернышевского.
Заслуженную известность приобрели четыре военных вуза, расположенные в Кировском районе Саратова: командно-инженерное училище ракетных войск (ныне филиал Петербургского университета), инженерное училище химической защиты, юридический институт МВД, командное училище внутренних войск.
Особое место в научном потенциале района, города и области занимает институт Аграрных проблем Российской Академии наук. Он разрабатывает научные аспекты развития агропромышленного комплекса Поволжья и страны.
В Кировском районе находится научно-исследовательский институт «Микроб», созданный как противочумный.

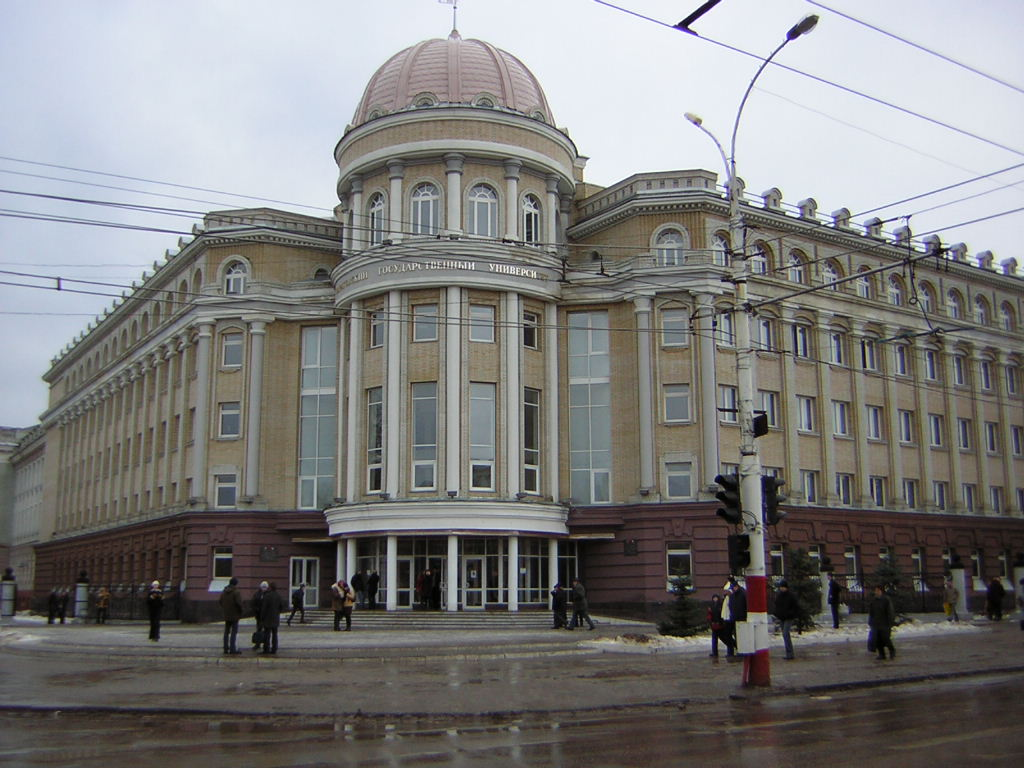
Саратовский госуниверситет 10 корпус
Ракета в военном училище

## Административные здания
- Администрация Кировского района располагается по адресу: ул. Большая Казачья 14.
- ЗАГС по Кировскому району находится по адресу: ул. Московская 102.

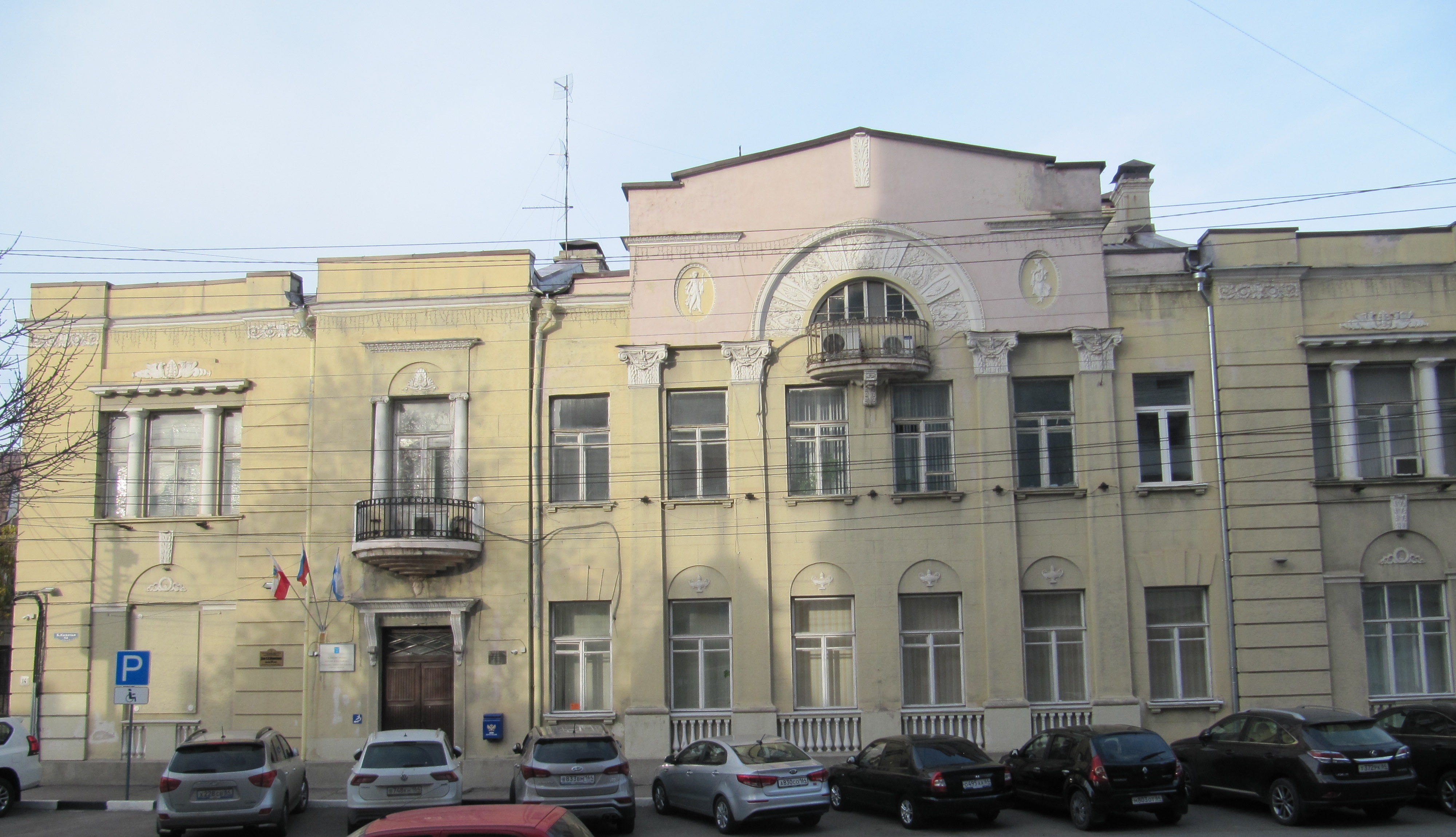
Администрация Кировского района
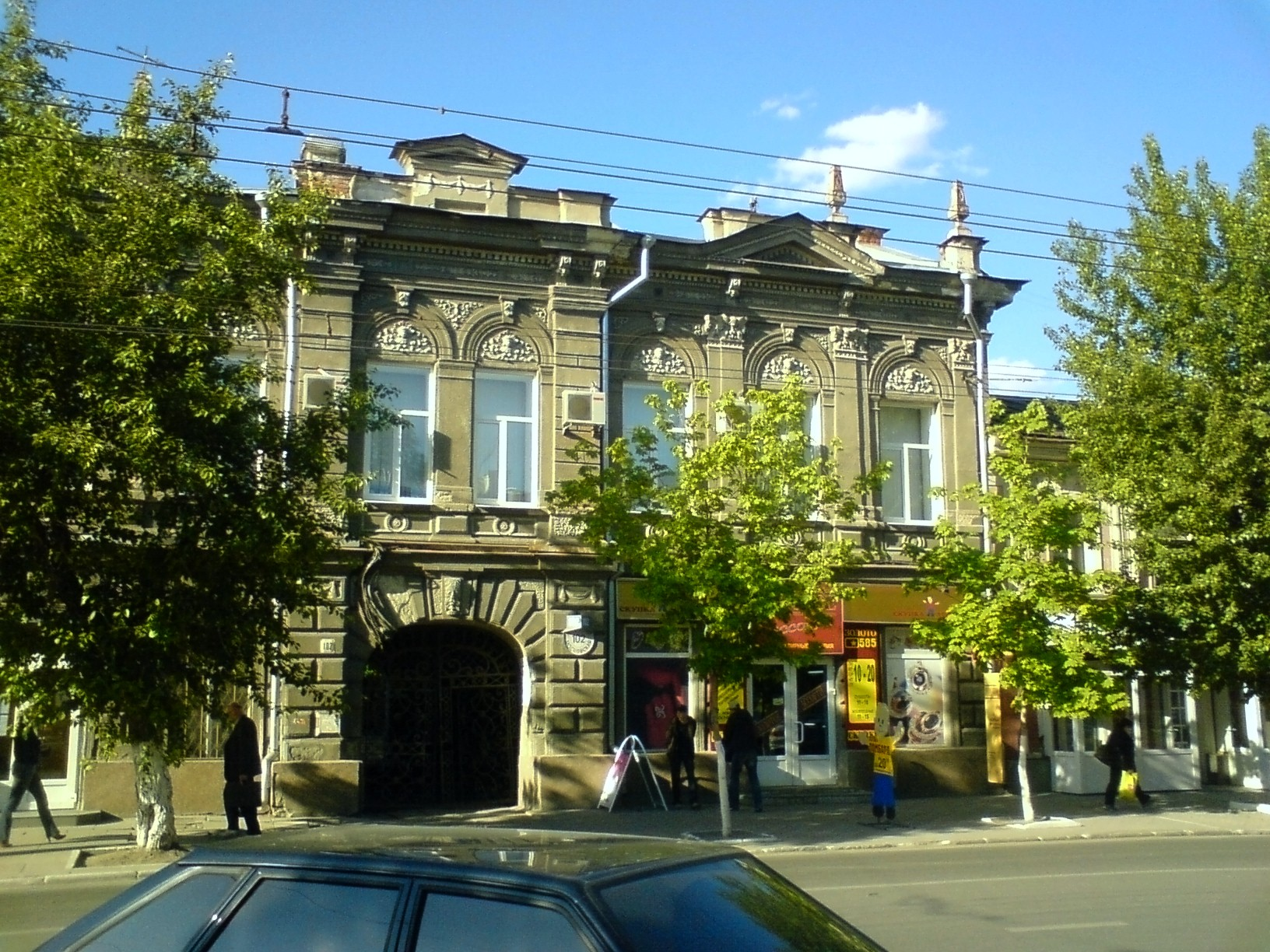
ЗАГС по Кировскому району